# Schizomyia speciosa
Schizomyia speciosa är en tvåvingeart som beskrevs av Ephraim Porter Felt 1914. Schizomyia speciosa ingår i släktet Schizomyia och familjen gallmyggor.
Artens utbredningsområde är New Hampshire. Inga underarter finns listade i Catalogue of Life.